# Airães
Airães é uma povoação portuguesa sede da Freguesia de Airães do Município de Felgueiras, freguesia com 4,01 km² de área e 2292 habitantes (censo de 2021), tendo, por isso, uma densidade populacional de 571,6 hab./km².

## Demografia
A população registada nos censos foi:
| Distribuição da População por Grupos Etários | Distribuição da População por Grupos Etários | Distribuição da População por Grupos Etários | Distribuição da População por Grupos Etários | Distribuição da População por Grupos Etários |
| -------------------------------------------- | -------------------------------------------- | -------------------------------------------- | -------------------------------------------- | -------------------------------------------- |
| Ano                                          | 0-14 Anos                                    | 15-24 Anos                                   | 25-64 Anos                                   | > 65 Anos                                    |
| 2001                                         | 602                                          | 415                                          | 1381                                         | 230                                          |
| 2011                                         | 431                                          | 334                                          | 1366                                         | 355                                          |
| 2021                                         | 279                                          | 281                                          | 1253                                         | 479                                          |

## Património
- Igreja de Santa Maria de Airães
- Capela de Santo Amaro
- Casa de Anciães
- Casa do Penedo
- Casa do Telhado
- Quinta do Bacelo
- Cruzeiro de Airães
- Cruzeiro de Santo Amaro
- Capela do Senhor doRRR Horto
- Fontanário do Bacelo

## Cultura
- Rancho Folclórico de Santa Luzia de Airães

O Rancho Folclórico de Santa Luzia de Airães iniciou a sua atividade em março de 1977. Em 18 de agosto de 1987, o mesmo se legaliza por escritura pública, no Cartório Notarial de Amarante, destinado à divulgação da música, traje e danças da região. Continuamos a prestar um serviço à juventude, mas com mais qualidade servindo também a cultura da região e a sua consequente divulgação. A partir daí, procurou afirmar-se no panorama Folclórico Nacional e internacional, apostando na qualidade da reprodução do traje, danças e cantares de tempos mais remotos.
Feitas as pesquisas e recolhas para garantir a autenticidade do que representa, é dentro deste cenário, que se propõe reproduzir o mais fielmente os usos e costumes dos nossos antepassados. Em 1992 pede a sua filiação à Federação do Folclore Português, tendo sido visitado em outubro do mesmo ano pelos conselheiros técnicos, daquela Federação, Senhores Joaquim de Almeida Barbosa, António de Sousa Leite e Dª Maria Augusta de Oliveira Reis, que o acharam com qualidade e em Dezembro desse ano passou a ser membro de pleno direito daquela Federação. 